# Sabalgarh
Sabalgarh là một thành phố và khu đô thị của quận Morena thuộc bang Madhya Pradesh, Ấn Độ.

## Địa lý
Sabalgarh có vị trí 26°15′B 77°24′Đ / 26,25°B 77,4°Đ Nó có độ cao trung bình là 212 mét (695 feet).

## Nhân khẩu
Theo điều tra dân số năm 2001 của Ấn Độ, Sabalgarh có dân số 29.597 người. Phái nam chiếm 54% tổng số dân và phái nữ chiếm 46%. Sabalgarh có tỷ lệ 64% biết đọc biết viết, cao hơn tỷ lệ trung bình toàn quốc là 59,5%: tỷ lệ cho phái nam là 74%, và tỷ lệ cho phái nữ là 52%. Tại Sabalgarh, 16% dân số nhỏ hơn 6 tuổi.